# Іковська сільська рада
І́ковська сільська рада (рос. Иковский сельский совет) — сільське поселення у складі Кетовського району Курганської області Росії.
Адміністративний центр — село Іковка.
Населення сільського поселення становить 4935 осіб (2017; 4934 у 2010, 3270 у 2002).
25 жовтня 2017 року до складу сільського поселення була включена територія площею 2,32 км² Чашинської сільської ради (селища Ілецький, Чашинський).

## Склад
До складу сільського поселення входять:
| Населений пункт    | Населення, осіб (2002) | Населення, осіб (2010) |
| ------------------ | ---------------------- | ---------------------- |
| Зелений, селище    | 88                     | 113                    |
| Іковка, село       | 2269                   | 4672                   |
| Ілецький, селище   | 30                     | 6                      |
| Чашинський, селище | 883                    | 143                    |